# Dzsikkjó Powerful Pro jakjú ’95
A Dzsikkjó Powerful Pro jakjú ’95 baseball-videójáték, a Dzsikkjó Powerful Pro jakjú sorozat első mellékjátéka, melyet a Konami fejlesztett és jelentetett meg. A játék 1994. december 22-én jelent meg, kizárólag PlayStation otthoni videójáték-konzolra.
A játéknak 1995. július 14-én Dzsikkjó Powerful Pro jakjú ’95 kaimaku-ban címmel egy játékoskeret-frissítése is megjelent PlayStationre, illetve 1995. július 28-án Sega Saturnra is.

## Áttekintés
A ’95 a sorozat első tagjának, az 1994. március 11-én Super Famicomra megjelent Dzsikkjó Powerful Pro jakjú ’94-nek az átirata. A játékoskereteket az 1994-es szezon utáni állapotokhoz igazították. A ’94-ben nem volt mentési funkció, helyette egy jelszórendszert használt, ezzel szemben viszont a ’95-ben el lehet menteni a játékállást a szezon- és a forgatókönymódban.
A ’95-ben három játékmód kapott helyet. A mérkőzésmódban a játékos egy szabadon választott csapattal mérkőzhet meg egy a mesterséges intelligencia vagy egy másik játékos ellen, illetve gép a gép elleni mérkőzéseket is nézhet. A szezonmód a ’94-gyel ellentétben teljes értékű, hosszát 5, 15 és 130 játékra lehet korlátozni. A forgatókönyvmódban az 1994-es szezonból összeállított tizenkét mérkőzést kell visszajátszani.

## Dzsikkjó Powerful Pro jakjú ’95 kaimaku-ban
A Dzsikkjó Powerful Pro jakjú ’95 kaimaku-ban az alapjáték játékoskeret-frissítése, amely 1995. július 14-én jelent meg, PlayStation otthoni videójáték-konzolra. Ebben az epizódban a játékoskereteket az 1995-ös szezon kezdetekor fennálló állapotokra frissítették. A kaimaku-banban megtalálható az alapjátékból kimaradt „tábormódra” keresztelt gyakorlómód, illetve a beállításokban is sokkal több opció érhető el. Az alapjátékban kizárólag azt lehet beállítani, hogy a hangzás egy- (mono) vagy kétcsatornás (sztereó) legyen, azonban itt már az edzői feladatokat, a dobó- és az ütőjátékot, a bázisfutást és a védekezést is automatára lehet állítani, illetve a találkozáskurzor nyomkövetését is lehet szabályozni. Az alapjátékban tálható forgatókönyvmód-fejezeteket tizenkettő szintén az 1994-es szezonból összeállított másikra cserélték.
A játéknak 1995. július 28-án egy Sega Saturn-változata is megjelent.

## Fogadtatás
A játék mindhárom verzióját 31/40-es összpontszámmal értékelték a Famicú japán szaklap írói. A Kaimaku-bant a japán Sega Saturn Magazine irói 8/7/6-os pontszámokkal díjazták.
Az eredeti változatból 94 419 példányt adtak el Japánban, míg a frissített kiadás PlayStation-verziójából 54 980 és a Sega Saturn-változatából 47 567 példányt.

## További információ
- A sorozat weboldala (japánul)